# Progress
Progress (rus. Прогресс; „pokrok“) je automatická nákladní kosmická loď odvozená z pilotované transportní lodě typu Sojuz.
Do vesmíru je vynášena různými variantami nosných raket typu Sojuz.
Výrobcem a provozovatelem je NPO Energija (НПО Энергия, nyní RKK Energija im. S. P. Koroljova), Kaliningrad (nyní Koroljov), Moskevská obl., RSFSR (SSSR).

## Konstrukce
Kosmické lodi typu Progress o celkové délce 7,23 m, maximálním průměru 2,72 m a vzletové hmotnosti od 7 020 do 7 250 kg (včetně nákladu) tvoří tři části:
- nákladní sekce GO (gruzovoj otsek);
- sekce pro dopravu kapalných pohonných látek OKD (otsek komponentov dozapravky);
- přístrojová sekce PAO (priborno-agregatnyj otsek).

Hermetizovaná sekce GO ogiválního tvaru o průměru 2,2 m, délce 3,15 m včetně stykovacího zařízení a s vnitřním prostorem 6,6 m³ slouží k uložení kusového nákladu, dopravovaného na kosmickou stanici. V přední části se nachází průlez uzavřený hermetickým poklopem a zakončený aktivním stykovacím zařízením. Na obvodu příruby jsou umístěny spojky pro propojení potrubí pro přečerpávání paliva a okysličovadla, vzduchu pro klimatizační systémy stanice a elektrické konektory.
V nehermetizované sekci OKD tvaru komolého kužele o maximálním průměru 2,1 m a délce 1 m jsou umístěny dvě nádrže s palivem, dvě nádrže s okysličovadlem, tlakové láhve s dusíkem a se vzduchem.
Sekce PAO válcového tvaru o maximálním průměru 2,72 m a délce 3,1 m nese ve své válcové hermetizované části o průměru 2,1 m a délce 1,1 m řídicí, navigační a telekomunikační systémy. V přechodové části mezi PAO a OKD je umístěno 10 manévrovacích motorků. V zadní části je umístěn hlavní korekční motor o tahu 3,1 kN; další 4 manévrovací motorky a 10 trysek systému orientace spolu s nádržemi kapalných pohonných látek. Všechny motory pracují s hypergolickými (samovznítitelnými) kapalnými pohonnými látkami (asymetrický dimethylhydrazin a oxid dusičitý). Na vnějším plášti PAO je umístěn radiátor termoregulačního systému.
Celková nosnost nákladní lodi činí od 2 300 do 2 600 kg, z čehož může být až 1 500 kg kusového nákladu v hermetizované sekci GO a 1 540 kg pohonných látek pro stanici a plynů pro klimatizační systém stanice.
Životnost lodi ve spojení se stanicí je 6 měsíců.
Motorů nákladní lodi se obvykle využívá též ke korekcím oběžné dráhy stanice. Pro tyto korekce bývá k dispozici 185–250 kg paliva. Po splnění všech úkolů je nákladní loď naplněna odpadky a věcmi určenými k likvidaci, odpojí se od stanice a je navedena do atmosféry Země nad jižními oblastmi Pacifiku, kde shoří a její zbytky bez nebezpečí dopadnou na hladinu oceánu.

## Varianty lodi
Kosmická loď Progress je průběžně zdokonalována. Vyvinuty byly tyto hlavní varianty:
- Progress (1 až 42 + let Kosmos 1669) (bývá také označována jako Progress 7K-TG)
- Progress M (1 až 67)
- Progress M-SO1, M-MIM2 a M-UM (3 modifikace lodi Progress M, které dopravily na ISS moduly Pirs, Poisk a Pričal)
- Progress M1 (1 až 11)
- Progress M..M (1 až 29)
- Progress MS (dosud poslední modifikace, z velké části zaměřená na komunikační a navigační systémy – mimo jiné zavedla nový přibližovací navigační systém KURS a využití systémů GPS a Glonass)

## Přehled vypuštěných lodí Progress
Ke konci roku bylo vypuštěno 171 lodí Progress. Nejstarší varianta (Progress) byla používána pro zásobování sovětských kosmických stanic Saljut 6 a Saljut 7 a společně s Progressy M též pro zajišťování provozu stanice Mir. Od roku 1998 byly postupně varianty Progress M, Progress M1 a Progress M-M využívány k obsluze Mezinárodní vesmírné stanice (ISS) a v roce 2015 tuto roli převzaly lodě varianty Progress MS.